# オジョールナヤ基地

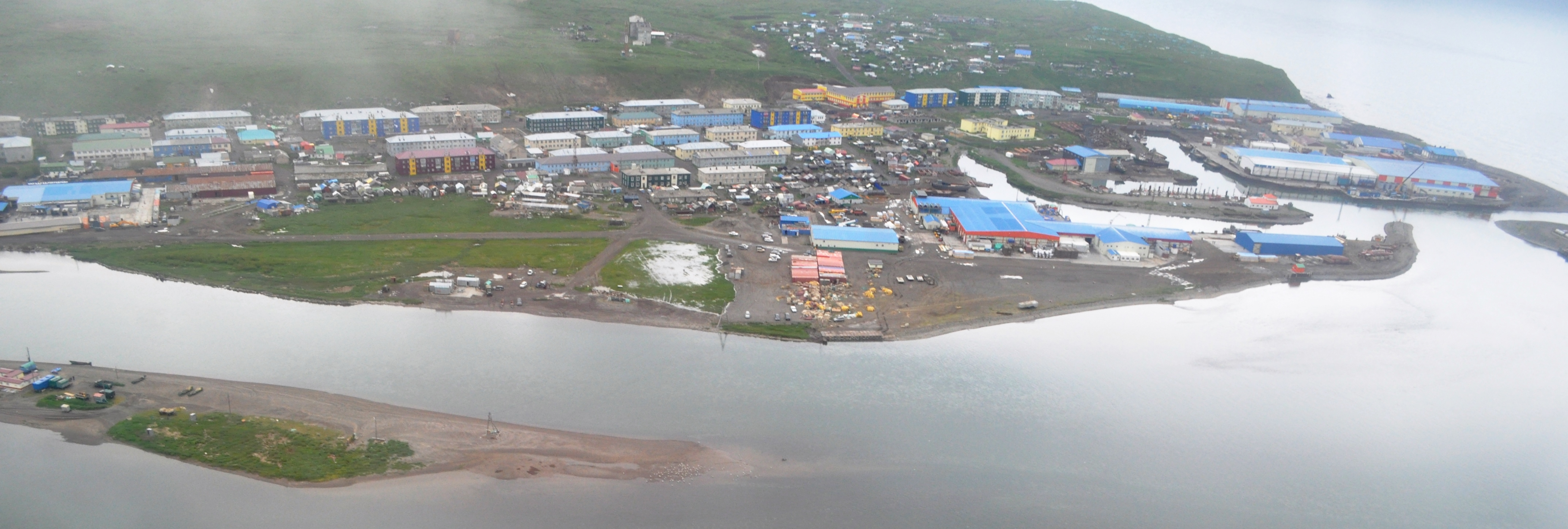

オジョールナヤ基地 (ロシア語: Озёрная) は、ロシア連邦のカムチャツカ半島南端のロパートカ岬西側（方位的には北方）にある重要な水産基地。気象通報のセベロクリリスクの補助通報地点でもある。
1910年、堤清六によって最新式の缶詰工場が建設された。オジョールナヤ川にはサケの孵化場があり、道東で水揚げされるベニザケの9割以上はこの川かカムチャツカ川で生まれたとされる。
1922年8月26日、この沖合いで漁業保護任務中だった日本海軍の海防艦「新高」が暴風に遭遇し擱座・転覆し、28日現地に到着した駆逐艦「槇」により、乗員300余名中16名が救助された。
余談だがこの地域はかつてアイヌ語でヤーウェンと呼ばれていた。